# Cataglyphis nodus

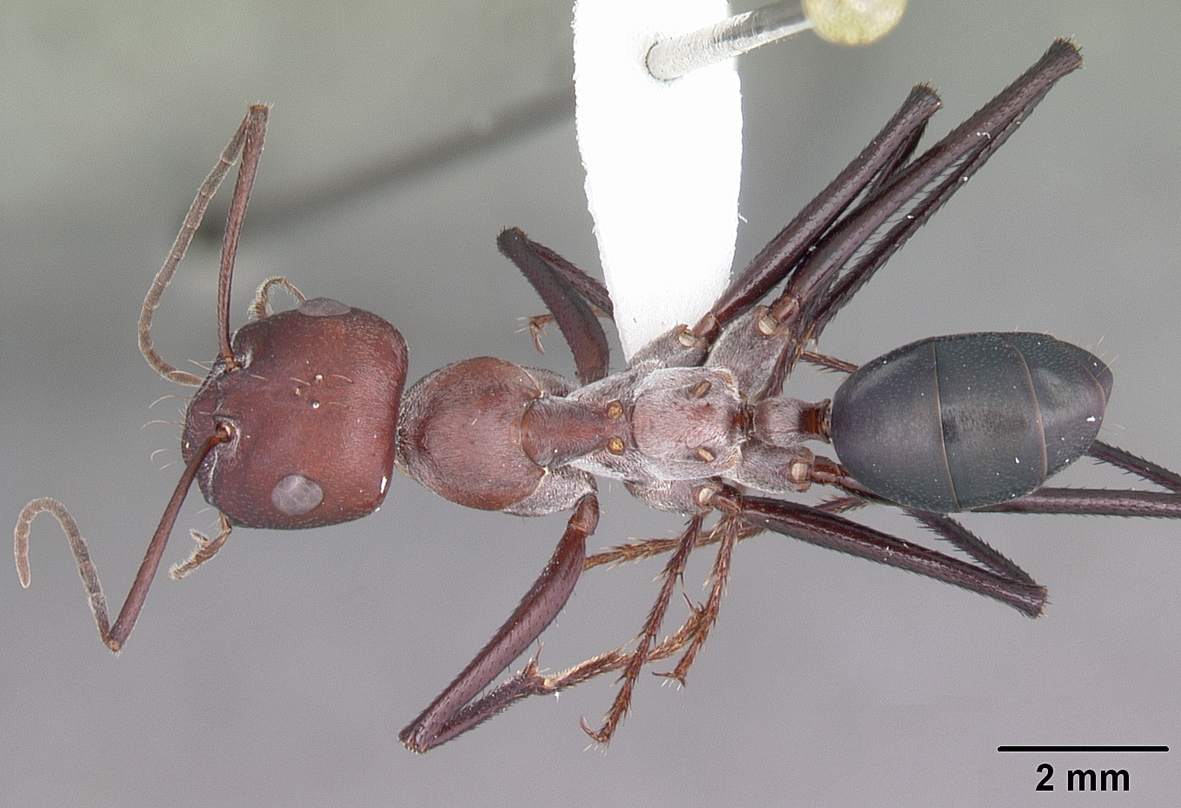
Visão dorsal do espécime de formiga Cataglyphis nodus

Cataglyphis nodus é uma espécie de inseto do gênero Cataglyphis, pertencente à família Formicidae.